# Мулаварман
Мулаварман (бл. 350 — поч. V ст.) — 3-й володар держави Кутай. Повне ім'я Шрі Мулаварман Наладева.

## Життєпис
Син магараджи Ашвавармана. Мулаварман сам називає себе «наділеним самовладанням і силою аскези найбільшим з царів», «чудовим очільником царів», «дуже могутнім чудовим володарем», «найбільшим з царів», «прекрасним царем», «найбільшим з царів» і «тим, що усвідомлює свій обов'язок, кращим з царів».
Залишив 7 написів (санскритом письмом брахмі у ранньопаллавському варіанті) на кам'яних стовпах (юпа), завдяки чому відомо про початкову історію Кутая. Написи не містять датування, проте за палеографічними даними їх відносять до початку першої половини V ст.
Написи свідчать про гегемонію Кутая в Східному Калімантані (за іншою версією відбулося лише об'єднання прибережних малайських поселень-політій, переважно в пониззі річки Махакам) й широке поіндусення суспільства Кутая. Про це, зокрема, свідчить вільне використання санскриту та його поетичних метрик, запозичення царських титулів та згадка індуїстських персонажів на кшталт Юдхіштхіри. Є згадки про правителя, його почт, ремісників, мореплавців і касту жерців (віпра та двіджаті).